# 토요명화극장
《토요명화극장》은 토요일 밤 12시 30분에 TV조선에서 방송하는 영화 프로그램이다.

## 방송 시간
| 방송 채널 | 방송 기간                           | 방송 시간                           | 방송 분량 |
| --------- | ----------------------------------- | ----------------------------------- | --------- |
| TV조선    | 2017년 7월 8일 ~ 2017년 10월 7일    | 매주 토요일 밤 9시 ~ 11시           | 120분     |
| TV조선    | 2017년 10월 14일 ~ 2017년 10월 28일 | 매주 토요일 밤 11시 10분 ~ 1시      | 110분     |
| TV조선    | 2017년 11월 4일 ~ 2017년 11월 25일  | 매주 토요일 밤 12시 30분 ~ 2시 40분 | 130분     |
| TV조선    | 2017년 12월 2일 ~ 2017년 12월 30일  | 매주 토요일 밤 10시 20분 ~ 0시 30분 | 130분     |
| TV조선    | 2018년 5월 12일 ~ 현재              | 매주 토요일 밤 10시 50분 ~ 1시      | 130분     |

## 에피소드 목록
아래는 TV조선의 《토요명화극장》의 에피소드 목록이다.
방영 목록은 다음과 같다.